# Lefcourt Colonial Building
Das Lefcourt Colonial Building ist ein Wolkenkratzer in Manhattan in New York City, USA.

## Beschreibung

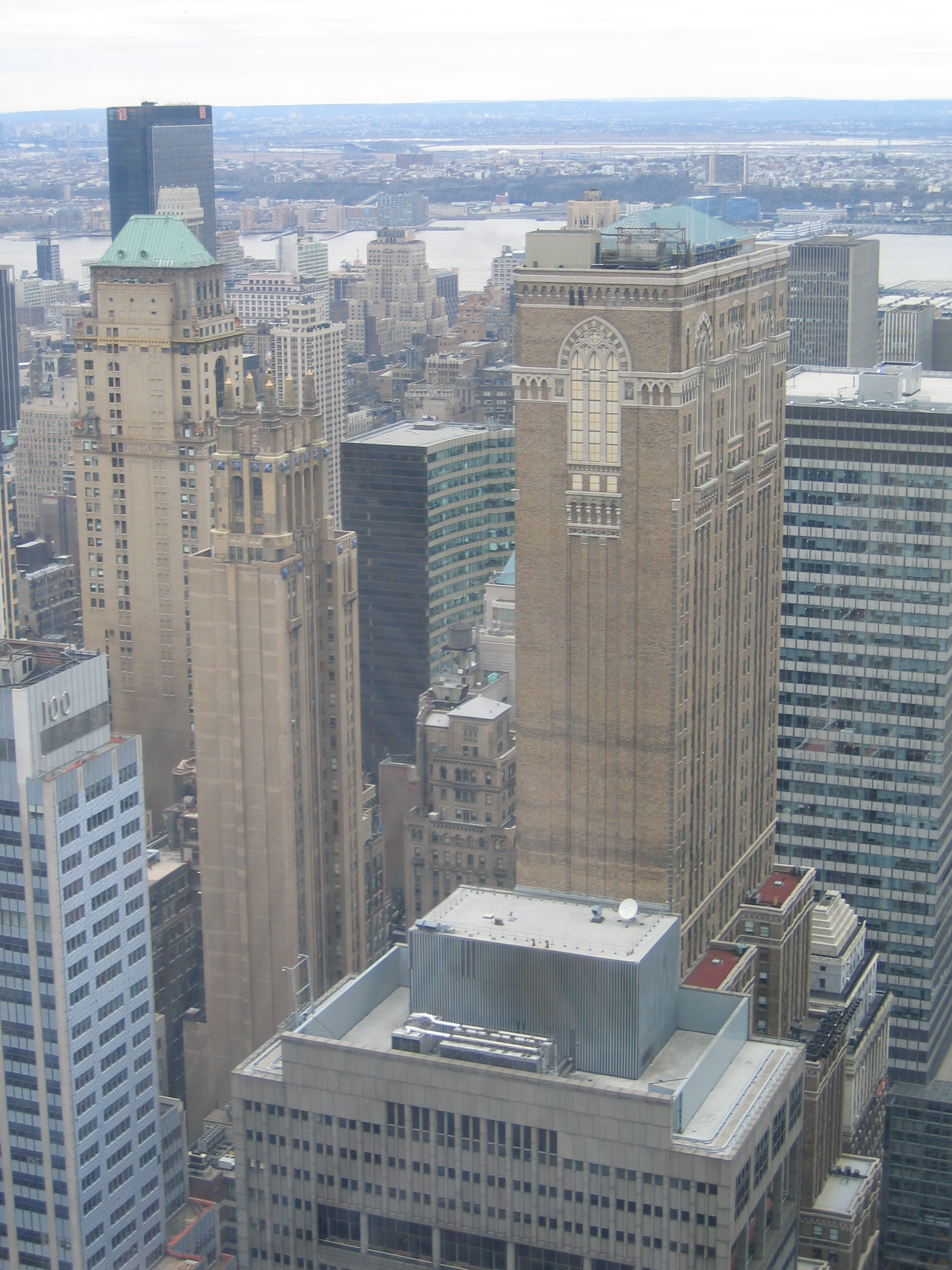
Blick vom Chrysler Building auf das Lefcourt Colonial Building (braunes Gebäude links vorn)

Der Büroturm befindet sich in Midtown Manhattan an der Südostecke der East 41st Street (Library Way) und Madison Avenue nahe dem Grand Central Terminal. Gegenüber jenseits der 41st Street steht der 205 m hohe Wolkenkratzer One Grand Central Place. Unweit in der East 42nd Street befinden sich der 427 m hohen Wolkenkratzer One Vanderbilt und zwei Blocks östlich das Chrysler Building.
Das Bürogebäude wurde im Auftrag des Immobilienunternehmers Abraham E. Lefcourt (1876–1932) vom Architekten Charles F. Moyer entworfen und von 1929 bis 1930 erbaut. Ausführende Baufirma war die Firma Bark & Djorup. Das Bauwerk ist 164 Meter (538 Fuß) hoch und hat 45 Etagen. Der Turm wurde in der für seine Bauzeit typischen Stahlskelettbauweise errichtet, die Fassade besteht aus Kalkstein und hellbraunen Ziegelsteinen. Über den mit zahlreichen Stilelementen des Neobarock geschmückten Sockel erhebt sich mittig ein sehr schlanker schlichter Turm, der mit sechs vergoldeten Obelisken gekrönt ist. Darunter sind über den obersten Fensterreihen an der Turmspitze sowie dem Rücksprung schmückende quadratische Medaillons aus blauem Email angebracht. Bis zur fünften Etage ist die Fassade des Sockels mit ionischen Pilasters eingerahmt. Die Lobby ist mit schwarzem Marmor und aufwändigen Bronzemetallarbeiten gestaltet. Das Gebäude ist architektonisch in seiner Ursprünglichkeit erhalten geblieben. Lediglich das Erdgeschoss wird von einer modernisierten Schaufensterreihe gebildet.